# Lista de anjos
Os anjos, segundo a teologia judaica, podem ser encarregados de certos aspectos no plano Divino. Eis uma listagem dos anjos conhecidos por nome e quais suas tarefas.
| Nome     | Hebraico | Titulo             | Tríade  | Função                          | Feitos |
| -------- | -------- | ------------------ | ------- | ------------------------------- | --- |
| Camael   | קמואל    |                    | Arcanjo |                                 | |
| Jehoel   | יוהל     | Chefe dos Serafins | Serafim |                                 | |
| Laila    | לילה     | Anjo da noite      | Anjo    | O anjo encarregado da concepção | Lutou pelo Patriarca Abraão                                                                                       |
| Matariel | מטריאל   | Anjo da chuva      | Virtude | Fazer cair chuvas e estiar      | |
| Salgiel  | סלגיאל   | Anjo de neve       | Virtude | Fazer nevar                     | |
| Uriel    | אוּריִאל   | Anjo do sol        | Serafim | Iluminar o dia                  | Ensinou à humanidade a arte de manusear metais preciosos; avisou Noé sobre o dilúvio; ajudou Esdras a interpretar |